# Snorgraszanger
De snorgraszanger (Cisticola njombe) is een zangvogel uit de familie Cisticolidae.

## Verspreiding en leefgebied
Deze soort komt voor in zuidoostelijk Afrika en telt twee ondersoorten:
- C. n. njombe: zuidelijk Tanzania.
- C. n. mariae: noordelijk Malawi en noordoostelijk Zambia.

## Status
De grootte van de populatie is niet gekwantificeerd maar de soort wordt omschreven als plaatselijk algemeen tot zeer algemeen. Op de Rode lijst van de IUCN heeft deze soort de status niet bedreigd.